# Favites paraflexuosa
Favites paraflexuosa är en korallart som beskrevs av Veron 2002. Favites paraflexuosa ingår i släktet Favites och familjen Faviidae. IUCN kategoriserar arten globalt som nära hotad. Inga underarter finns listade i Catalogue of Life.